# Episodi di Beetleborgs - Quando si scatena il vento dell'avventura (prima stagione)
La prima stagione della serie televisiva Beetleborgs - Quando si scatena il vento dell'avventura, intitolata Big Bad Beetleborgs, è composta da 53 episodi, andati in onda negli Stati Uniti dal 7 settembre 1996 su Fox Kids e in Italia su Italia 1.
| n° | Titolo originale                                 | Titolo italiano                                                                  | Prima TV USA      | Prima TV Italia |
| -- | ------------------------------------------------ | -------------------------------------------------------------------------------- | ----------------- | --------------- |
| 01 | Beetle Rock: Part 1 & 2                          | Un sogno che diventa realtà (Prima e seconda parte)                              | 7 settembre 1996  |                 |
| 02 | Beetle Rock: Part 1 & 2                          | Un sogno che diventa realtà (Prima e seconda parte)                              | 7 settembre 1996  |                 |
| 03 | TNT for Two                                      | Hillhurst è in pericolo                                                          | 9 settembre 1996  |                 |
| 04 | The Ghost is Toast                               | Il fantasma è fritto                                                             | 10 settembre 1996 |                 |
| 05 | The Treasure of Hillhurst Mansion                | Il tesoro di casa Hillhurst                                                      | 11 settembre 1996 |                 |
| 06 | Never Cry Werewolf                               | Mai gridare al lupo... mannaro                                                   | 12 settembre 1996 |                 |
| 07 | Say the Magic Word                               | Basta la parola magica                                                           | 13 settembre 1996 |                 |
| 08 | Lights, Camera, Too Much Action                  | Ciak, si gira! ...tra i mostri                                                   | 14 settembre 1996 |                 |
| 09 | Nano in the House                                | L'amuleto della sottomissione                                                    | 16 settembre 1996 |                 |
| 10 | Locomotion Commotion                             | Assalto al treno                                                                 | 17 settembre 1996 |                 |
| 11 | Cat-tastrophy                                    | Roba da gatti                                                                    | 18 settembre 1996 |                 |
| 12 | Drew and Flabber's Less Than Fabulous Adventure  | La fiabolosa avventura di Drew e Flabber                                         | 19 settembre 1996 |                 |
| 13 | Ghouls Just Wanna Have Fun                       | L'arma segreta                                                                   | 20 settembre 1996 |                 |
| 14 | It's a Bad, Bad, Bad, Bad World                  | La pozione malefica                                                              | 21 settembre 1996 |                 |
| 15 | The Hunchback of Hillhurst                       | Il gobbo di Hillhurst                                                            | 23 settembre 1996 |                 |
| 16 | The Littlest Brattleborg                         | Un Beetleborg rompiscatole                                                       | 27 settembre 1996 |                 |
| 17 | Haunted Hideout                                  | Un nascondiglio stregato                                                         | 28 settembre 1996 |                 |
| 18 | Monster Rock                                     | Un mostruoso gruppo rock                                                         | 4 ottobre 1996    |                 |
| 19 | Convention Dimension                             | La fiera dei mostri                                                              | 5 ottobre 1996    |                 |
| 20 | Root of All Evil                                 | La pianta della Discordia                                                        | 11 ottobre 1996   |                 |
| 21 | The Doctor Is In                                 | Visite private                                                                   | 18 ottobre 1996   |                 |
| 22 | Space Case                                       | Incontri ravvicinati                                                             | 19 ottobre 1996   |                 |
| 23 | The Brain in the Attic                           | La forza del pensiero                                                            | 25 ottobre 1996   |                 |
| 24 | Bye, Bye Frankie                                 | Il rapimento                                                                     | 31 ottobre 1996   |                 |
| 25 | Fangs Over Charterville                          | Vampiri a Charterville                                                           | 2 novembre 1996   |                 |
| 26 | Curse of the Shadowborg (Part 1, 2, 3, 4, 5 & 6) | La maledizione di Shadowborg (Prima Parte) : Chi si è nascosto in casa?          | 11 novembre 1996  |                 |
| 27 | The Rise of the Blaster Borg (Part 2)            | La maledizione di Shadowborg (Seconda parte) : La nascita del Beetleborgs bianco | 12 novembre 1996  |                 |
| 28 | The Revenge of Vexor (Part 3)                    | La maledizione di Shadowborg (Terza parte) : La vendetta di Vexor                | 13 novembre 1996  |                 |
| 29 | A Friend in Need (Part 4)                        | La maledizione di Shadowborg (Quarta parte) : Arriva il Beetleborg bianco        | 14 novembre 1996  |                 |
| 30 | Raiders of the Tomb (Part 5)                     | La maledizione di Shadowborg (Quinta parte) : L'asse energetico                  | 15 novembre 1996  |                 |
| 31 | Big Rumble in Charterville (Part 6)              | La maledizione di Shadowborg (Sesta parte) : Lo scontro finale                   | 16 novembre 1996  |                 |
| 32 | Yo Ho Borgs                                      | Il pirata Barbanera                                                              | 25 novembre 1996  |                 |
| 33 | Christmas Bells and Phantom's Spells             | Un Natale fantasma-gorico                                                        | 21 dicembre 1996  |                 |
| 34 | Pet Problems                                     | Uno strano regalo di compleanno                                                  | 21 marzo 1997     |                 |
| 35 | Phantom of Hillhurst                             | Il fantasma di Hillhurst                                                         | 27 marzo 1997     |                 |
| 36 | Phantom of Hillhurst                             | Operazione Frankenbeans                                                          | 28 marzo 1997     |                 |
| 37 | The Curse of Mums' Tomb                          | La mummia ballerina                                                              | 3 aprile 1997     |                 |
| 38 | This Old Ghost                                   | Il fantasma del vecchio Hillhurst                                                | 4 aprile 1997     |                 |
| 39 | Jo's Strange Change                              | La strana trasformazione di Jo                                                   | 10 aprile 1997    |                 |
| 40 | She Wolf                                         | Lupetto è innamorato                                                             | 11 aprile 1997    |                 |
| 41 | Something Fishy                                  | Il mistero del lago                                                              | 17 aprile 1997    |                 |
| 42 | Bride of Frankenbeans                            | La sposa di Frank                                                                | 18 aprile 1997    |                 |
| 43 | Fangula's Last Bite                              | Promesse da vampiro                                                              | 21 aprile 1997    |                 |
| 44 | The Good, the Bad, and the Scary                 | Lo scambio                                                                       | 25 aprile 1997    |                 |
| 45 | Buggin' Out                                      | Flabber è in pericolo                                                            | 28 aprile 1997    |                 |
| 46 | Svengali, By Golly                               | Stato di ipnosi                                                                  | 2 maggio 1997     |                 |
| 47 | Big Bad Luck                                     | La superstizione                                                                 | 5 maggio 1997     |                 |
| 48 | A Monster is Born                                | Una culla originale                                                              | 9 maggio 1997     |                 |
| 49 | Norman Nussbaum: Vampire Hunter                  | L'istruttore di ginnastica                                                       | 12 maggio 1997    |                 |
| 50 | Brotherly Fright                                 | Disavventure di uno scrittore                                                    | 16 maggio 1997    |                 |
| 51 | Fright Files                                     | Cacciatore di vampiri                                                            | 19 maggio 1997    |                 |
| 52 | Borgslayer! (Part 1)                             | Il mostro dei mostri                                                             | 20 maggio 1997    |                 |
| 53 | Vexor's last laugh (Eng)*                        |                                                                                  | 21 maggio 1997    | Inedito         |